# Sudoměřický potok
Sudoměřický potok (tjeckiska) eller Sudomerický potok (slovakiska) är ett vattendrag, ett biflöde till Radějovka, som till större delen ingår i gränsen mellan Tjeckien och Slovakien.